# هاينريش بير
هاينريش بير (بالألمانية: Heinrich Mache)‏ (و. 1876 – 1954 م) هو فيزيائي، وأستاذ جامعي من النمسا . ولد في براغ .
وكان عضواً في الحزب النازي .
توفي في فيينا ، عن عمر يناهز 78 عاماً.

## التعليم
تعلم في جامعة فيينا

## جوائز
حصل على جوائز منها:
- ميدالية ويلهلم إكسنر [الإنجليزية]‏ (1927).